# Ластур
Ласту́р (фр. Lastours, местное произношение — Ласту́рсо файле, окс. Las Tors) — коммуна во Франции, находится в регионе Лангедок — Руссильон. Департамент коммуны — Од. Входит в состав кантона Ма-Кабарде. Округ коммуны — Каркасон.
Код INSEE коммуны — 11194.

## Население
Население коммуны на 2008 год составляло 165 человек.
| 1962 | 1968 | 1975 | 1982 | 1990 | 1999 | 2008 |
| ---- | ---- | ---- | ---- | ---- | ---- | ---- |
| 439  | 444  | 300  | 248  | 159  | 163  | 165  |

## Экономика
В 2007 году среди 104 человек в трудоспособном возрасте (15—64 лет) 63 были экономически активными, 41 — неактивными (показатель активности — 60,6 %, в 1999 году было 67,0 %). Из 63 активных работали 50 человек (30 мужчин и 20 женщин), безработных было 13 (3 мужчин и 10 женщин). Среди 41 неактивных 9 человек были учениками или студентами, 15 — пенсионерами, 17 были неактивными по другим причинам.

## Достопримечательности
- Руины четырёх средневековых за́мков
- Руины романской церкви свв. Петра и Павла
- Старые фабрики, на которых до середины XX века производили ткань

## Фотогалерея

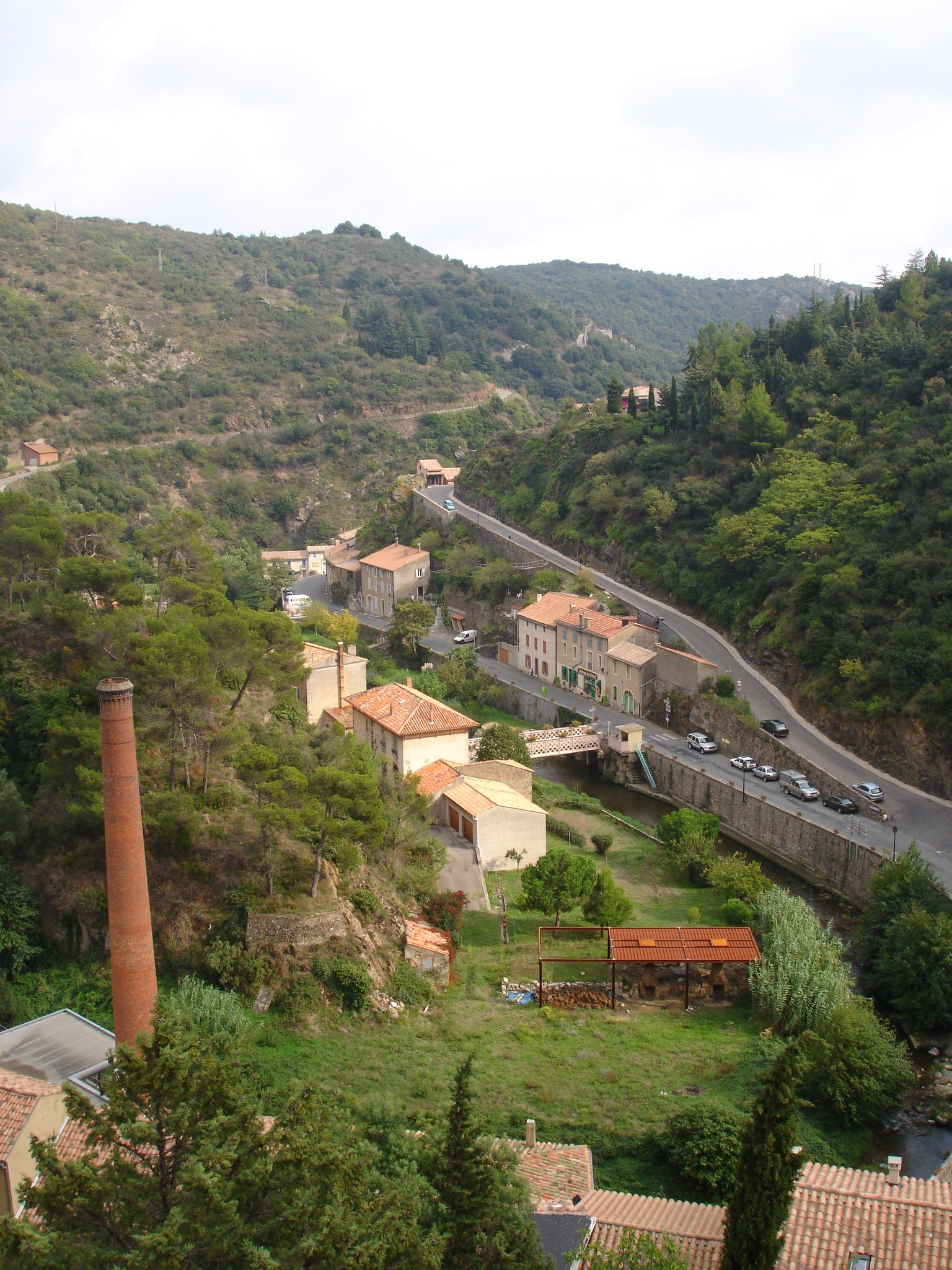
Ластур
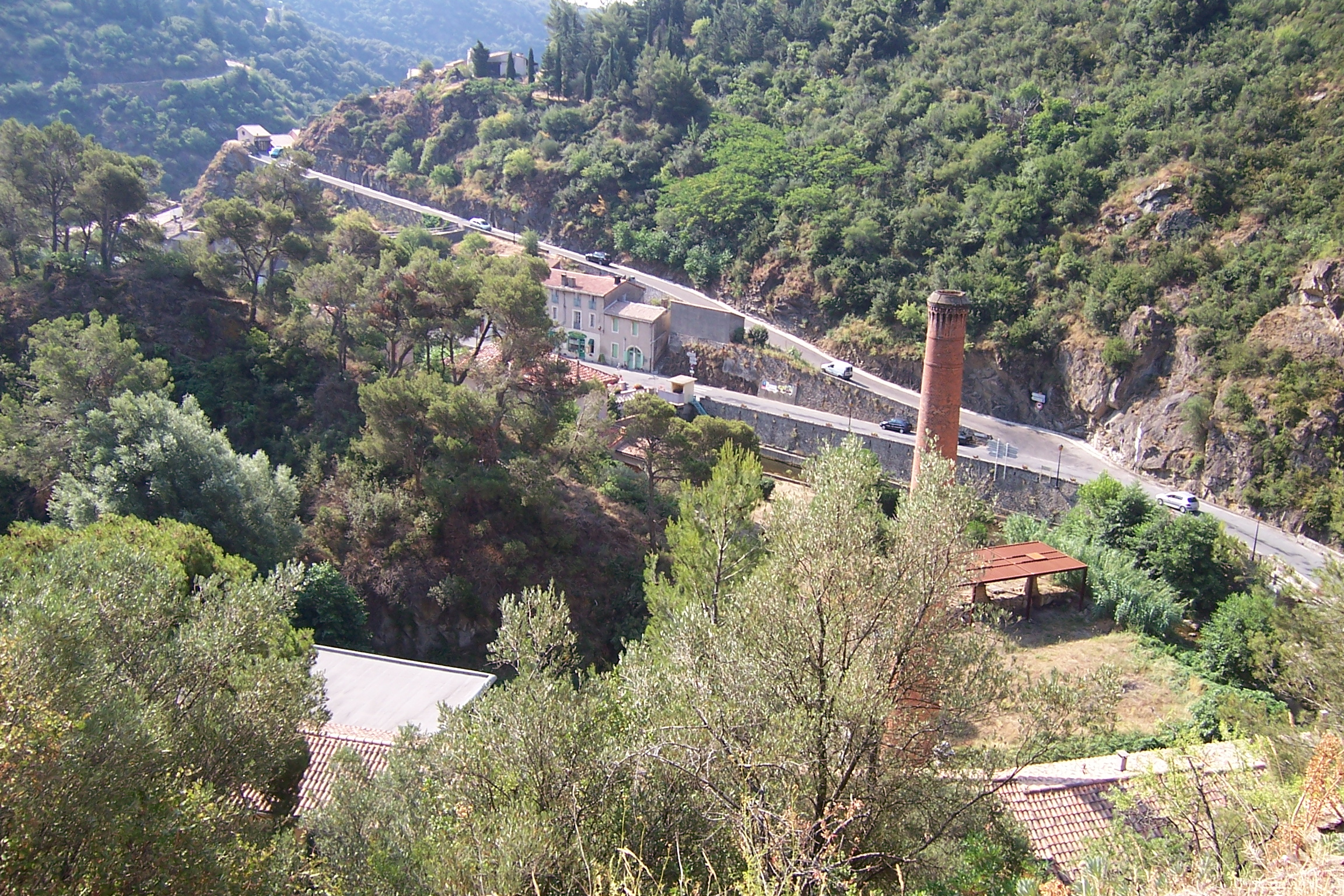
Ластур
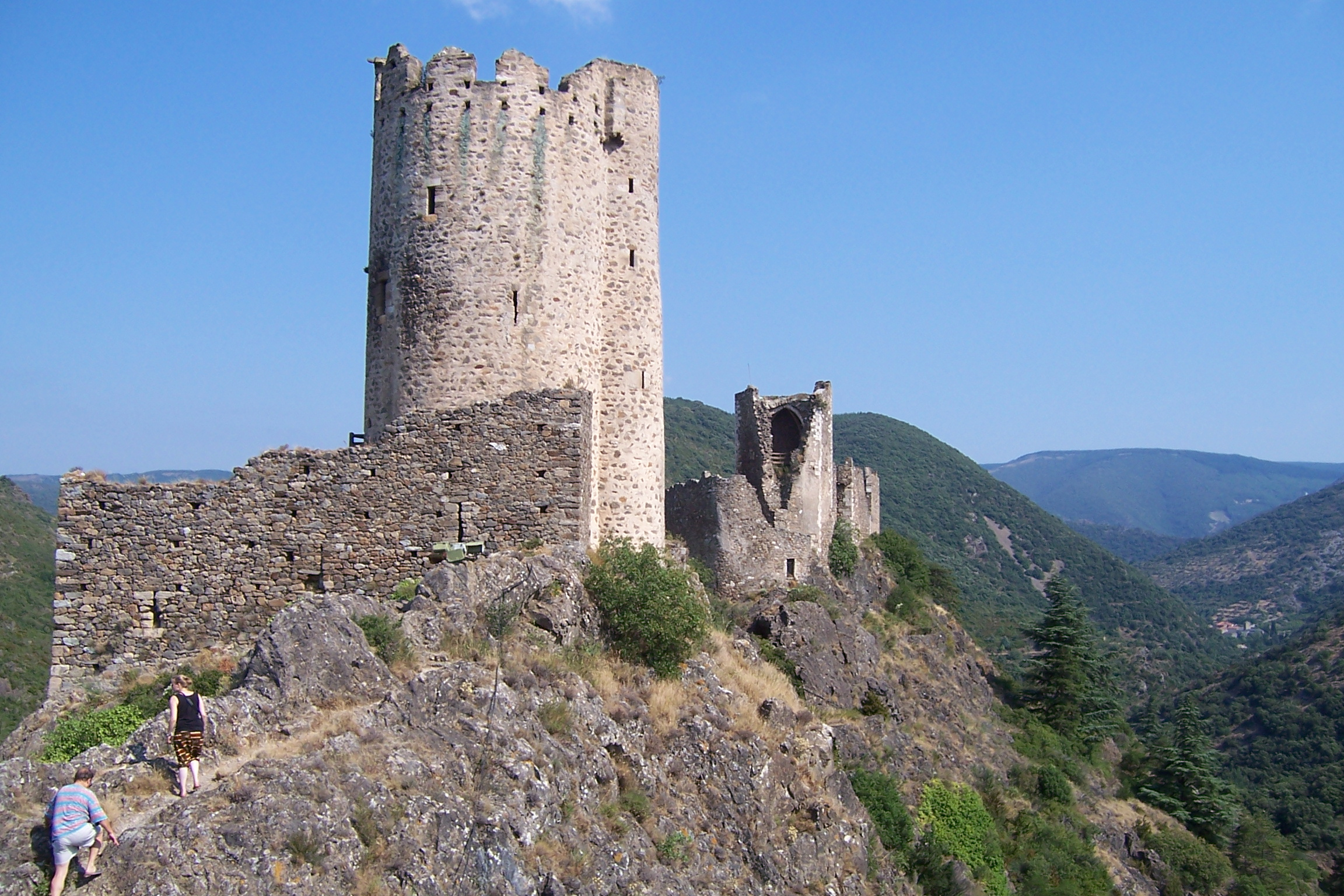
Замок
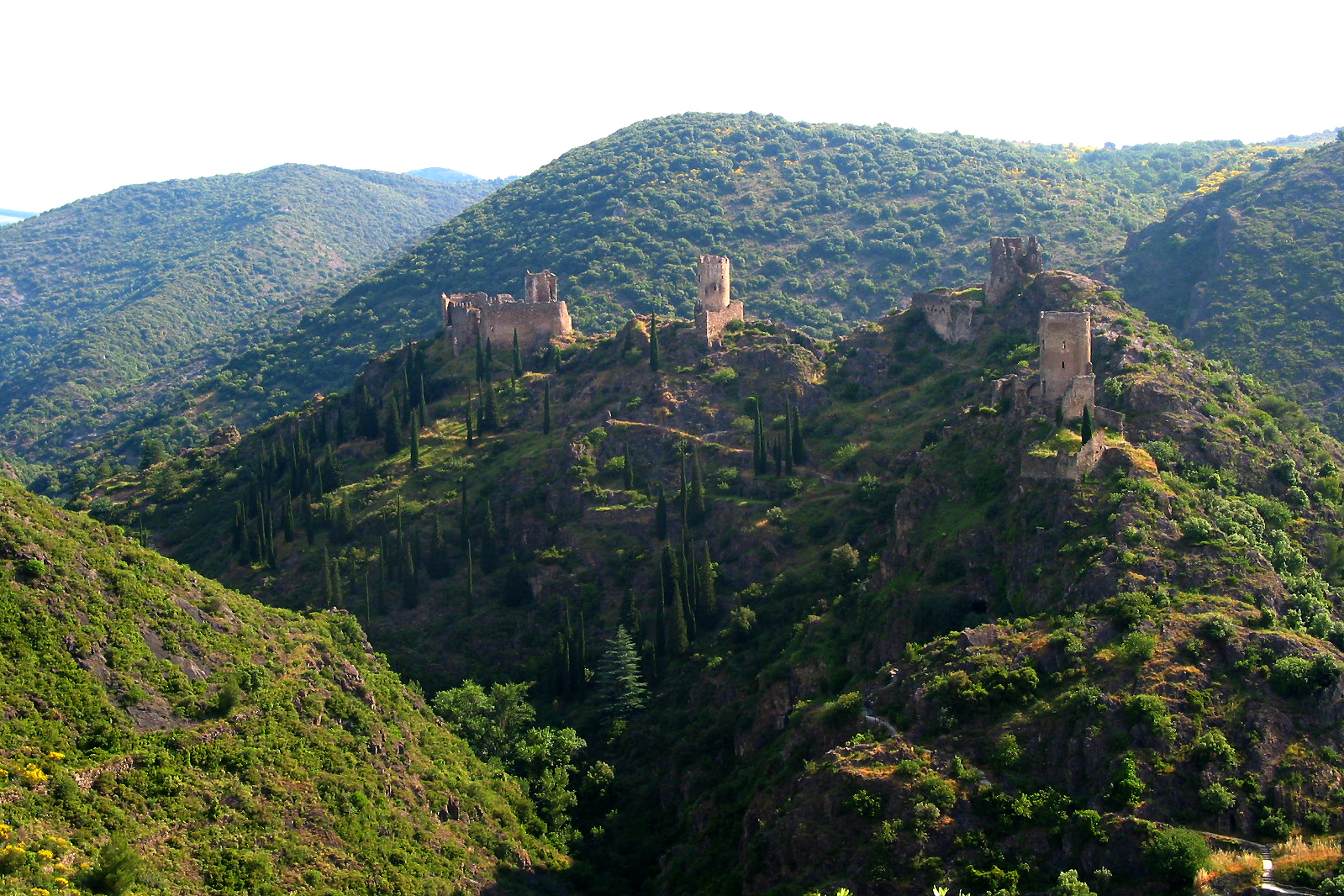
Руины четырёх замков